# Julien Arias
Julien Arias (Marsella, 26 de octubre de 1983) es un jugador francés de rugby que se desempeña como wing.

## Selección nacional
Fue convocado a Les Bleus por primera vez en junio de 2009, para enfrentar a los Wallabies y jugó su último partido en noviembre de 2010 ante los Flying Fijians. Hasta el momento disputó estos dos partidos y no marcó puntos.

## Palmarés
- Campeón de la Copa Desafío de 2016–17.
- Campeón del Top 14 de 2006–07 y 2014–15.